# Janvrin Island
Janvrin Island är en ö i Kanada.   Den ligger i provinsen Nova Scotia, i den östra delen av landet, 1 100 km öster om huvudstaden Ottawa. Arean är 9,5 kvadratkilometer.
Terrängen på Janvrin Island är mycket platt. Öns högsta punkt är 40 meter över havet. Den sträcker sig 3,6 kilometer i nord-sydlig riktning, och 4,7 kilometer i öst-västlig riktning.